# Friheten (1731)
Friheten var ett svenskt linjeskepp som byggdes 1731 av William Smith i Karlskrona. Hon var bestyckad med 60 kanoner och deltog i sjötågen 1741, 1757, 1760 och 1762. Hon försåldes i Karlskrona 1781 och förliste vid Pillau 1788.